# Prophets, Seers & Sages: The Angels of the Ages
Albums de Tyrannosaurus Rex
My People Were Fair and Had Sky in Their Hair... But Now They're Content to Wear Stars on Their Brows
(1968) Unicorn
(1969)
Prophets, Seers & Sages: The Angels of the Ages est le deuxième album du groupe de rock Tyrannosaurus Rex, sorti en 1968.

## Titres
Tous les morceaux sont de Marc Bolan.

### Face 1
1. Deboraarobed – 3:33
2. Stacey Grove – 1:59
3. Wind Quartets – 2:57
4. Conesuela – 2:25
5. Trelawney Lawn – 1:46
6. Aznageel the Mage – 1:59
7. The Friends – 1:19

### Face 2
1. Salamanda Palaganda – 2:15
2. Our Wonderful Brownskin Man – 0:51
3. Oh Harley (The Saltimbanques) – 2:19
4. Eastern Spell – 1:41
5. The Travelling Tragition – 1:48
6. Juniper Suction – 1:13
7. Scenes of Dynasty – 4:07

## Musiciens
- Marc Bolan : guitare, chant
- Steve Peregrin Took : basse, batterie, percussions, chant
- Tony Visconti : piano